# جون لونش
جون لونش (بالإنجليزية: John Lynch)‏ هو محامي وقاضي وسياسي أمريكي، ولد في 1 نوفمبر 1843 في الولايات المتحدة، وتوفي في 17 أغسطس 1910 في نفس البلد. حزبياً، نشط في الحزب الديمقراطي. وقد انتخب عضو مجلس النواب الأمريكي.